# Свет (будизам)
Свет (санскрит, пали: Loka) у будизму представља подручје непостојаности.
Буда је светом називао свеукупност чула и њихових предмета.

## Будино учење

### Појам света
Буда је експлицитно дефинисао свет као ништа:
Овај свет је ништа по себи и за себе.— Буда
У другој беседи, када га монах Самиди пита "Шта је значење света?", он одговара:
То се распада, то нестаје, зато се то назива светом.— Буда
У наставаку беседе Буда појашњава шта нестаје, па каже: око нестаје, виђено нестаје, свест о виђеном нестаје, осећаји који из тога настану нестају. Исто је и сам ухом, носом, језиком, телом, умом. Зато се то назива светом. (S.N. 35.82.9). Он је својим ученицима давао савет да посматрају свет "као пену, као привид", јер онога ко га тако посматра, "не види владар смрти".
Иако се није бавио том темом, Буда је давао узгредна географска запажања. Рекао је да је Земља једно од безбројних тела у свемиру, настало и обликовано силама природе (D.III,84). Земљу је означавао као ćakkavāḷa, што значи "круг" или "сфера". Говорио је да се она одржава на води, води на ваздуху, а ваздух на простору (D.II,107). Такође је рекао да постоје четири велика континента, јер није делио Европу и Азију (A.I,227; D.II,173).

### Немислива питања
Буда је настанак света сврставао међу немислива питања, о којима не треба мислити, јер одвлаче од праксе, отежавају постизање ослобођења, па чак могу донети лудило ономе ко се упорно њима бави:
Настанак овога света јесте једна недокучива ствар око које не треба лупати главу, јер ће она донети лудило и невољу свакоме ко је њом заокупљен.— Буда
Међутим, теоретисање о свету сматрао је штетним, јер одвлачи пажњу са ствари које су заиста важне: 
Зато не лупајте главу око тога је ли свет вечан или привремен, ограничен или бесконачан… Такво мозгање је бесмислено, оно нема никакве везе са истински чистим понашањем, оно не води до хлађења, одвезивања, стишавања, мира, до потпуног разумевања, до пробуђења, до нирване.— Буда

### Настанак света
Према Будином учењу, шест чула су поље на којем настаје и престаје читав свет. Отуда, на питање које је одувек мучило филозофе: како је настао овај свет, Буда одговара: 
На основу ока и слике настаје свест о виђеном. Кад се ово троје нађе на окупу, настаје контакт. Из контакта као нужног услова следи осећај. Из осећаја као нужног услова следи жеђ. Из жеђи као нужног услова следи гориво. Из горива као нужног услова следи бивање. Из бивања као нужног услова следи рођење. Из рођења као нужног услова следе старост и смрт, јад, туга, бол, неспокојство и очајање. Тако настаје овај свет.— Буда
У наставку, Буда исту формулу понавља и за остала чула.

### Крај света
Међутим, Буда је тврдио да се неће ослободити патње онај ко не досегне крај света, што се не постиже путовањем, већ умирењем:
Ја, пријатељу, тврдим да није могуће окончати патњу, а да се не стигне на крај света. Али указујем да су управо у овом телу, чији је раст ограничен, а спознаја оскудна, садржани свет, настанак света, крај света и пут који води крају света. Путујући се неће никад стићи до краја света; али док се не стигне на крај света, нема краја патњи. Зато мудрац оскудношћу живота окончава свет; мирујући спознаје крај света и смирује жељу за светом.— Буда
Коначно, Буда описује престанак света као престанак жеђи, у оквиру формуле условљеног настанка:
А како престаје овај свет? На основу ока и слике настаје свест о виђеном. Кад се ово троје нађе на окупу, настаје контакт. Из контакта као нужног услова настаје осећај. Из осећаја као нужног услова настаје жеђ. Али потпуним искорењивањем и престанком управо те жеђ престаје и гориво. Престанком горива престаје и бивање. Престанком бивања престаје и рођење. Престанком рођења престају старост и смрт, јад, туга, бол, неспокојство и очајање. Тако нестаје читаво то клупко неспокојства и патње. Тако престаје овај свет.

## Тумачења
По будизму, све појаве у свемиру, тачније у свету појединог свесног бића, манифестације су његовог ума. Све ствари у свету манифестације су ума, те су илузорне и пролазне, али појединац у незнању жуди за њима и грчевито их се држи, што је основни узрок патње. Излаз почива у замењивању незнања пробуђењем.